# 藤島站
藤島站（日语：／ Fujishima eki */?）是位於山形縣鶴岡市上藤島字鎧田畑4番，東日本旅客鐵道（JR東日本）的羽越本線車站。

## 歷史
- 1918年（大正7年）9月21日：陸羽西線余目站至鶴岡站之間開通，此站啟用。
- 1924年（大正13年）7月31日：陸羽西線余目至鼠關站之間編入至羽越線。
- 1925年（大正14年）11月20日：隨著支線與赤谷線啟用，羽越線改名為羽越本線。
- 1985年（昭和60年）3月14日：成為簡易委託車站。
- 1987年（昭和62年）4月1日：伴隨國鐵分割民營化，車站由東日本旅客鐵道（JR東日本）營運。

## 車站構造
車站是一座地面車站，設有1面2線的島式月台。車站大樓與月台之間設有跨線橋連接。
此站是由酒田站管理的簡易委託車站。車站內設有售票櫃臺（營業時間7:00 - 18:00，設有POS終端，可購買指定票）、簡易型自動售票機（在售票櫃臺營業時間外可以使用）。
在車站大樓內，於售票櫃臺營業時間內可使用候車室、售票櫃臺。於櫃臺前設有木製長椅。在跨線橋通道上設有5張膠椅。
在2016年4月起，車站大樓進行重建工程。在舊車站大樓近酒田站一方建設使用預製部件的臨時車站大樓（設有售票櫃臺、5張膠椅和候車室）。在新車站大樓後舊車站大樓拆卸後於同一位置重建。新車站大樓於2016年10月15日開始使用。
在舊車站大樓中設有的士公司藤島營業所。在重建車站大樓後，該營業所不遷移至新車站大樓內，而是建設在另一座使用預製部件製成的平房中。

### 月台
| 月台 | 路線      | 上下行 | 方向           |
| ---- | --------- | ------ | -------------- |
| 1    | ■羽越本線 | 上行   | 鶴岡、新津方向 |
| 2    | ■羽越本線 | 下行   | 酒田、秋田方向 |

參考

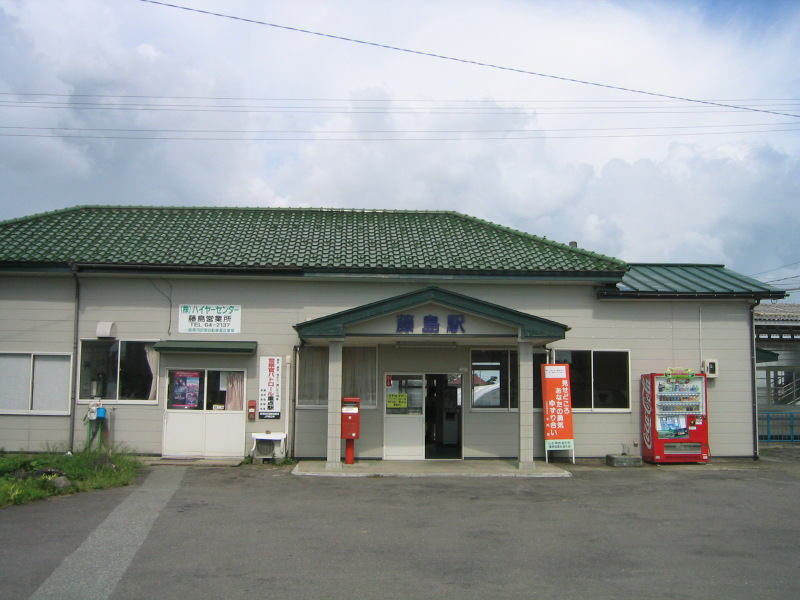
舊車站大樓
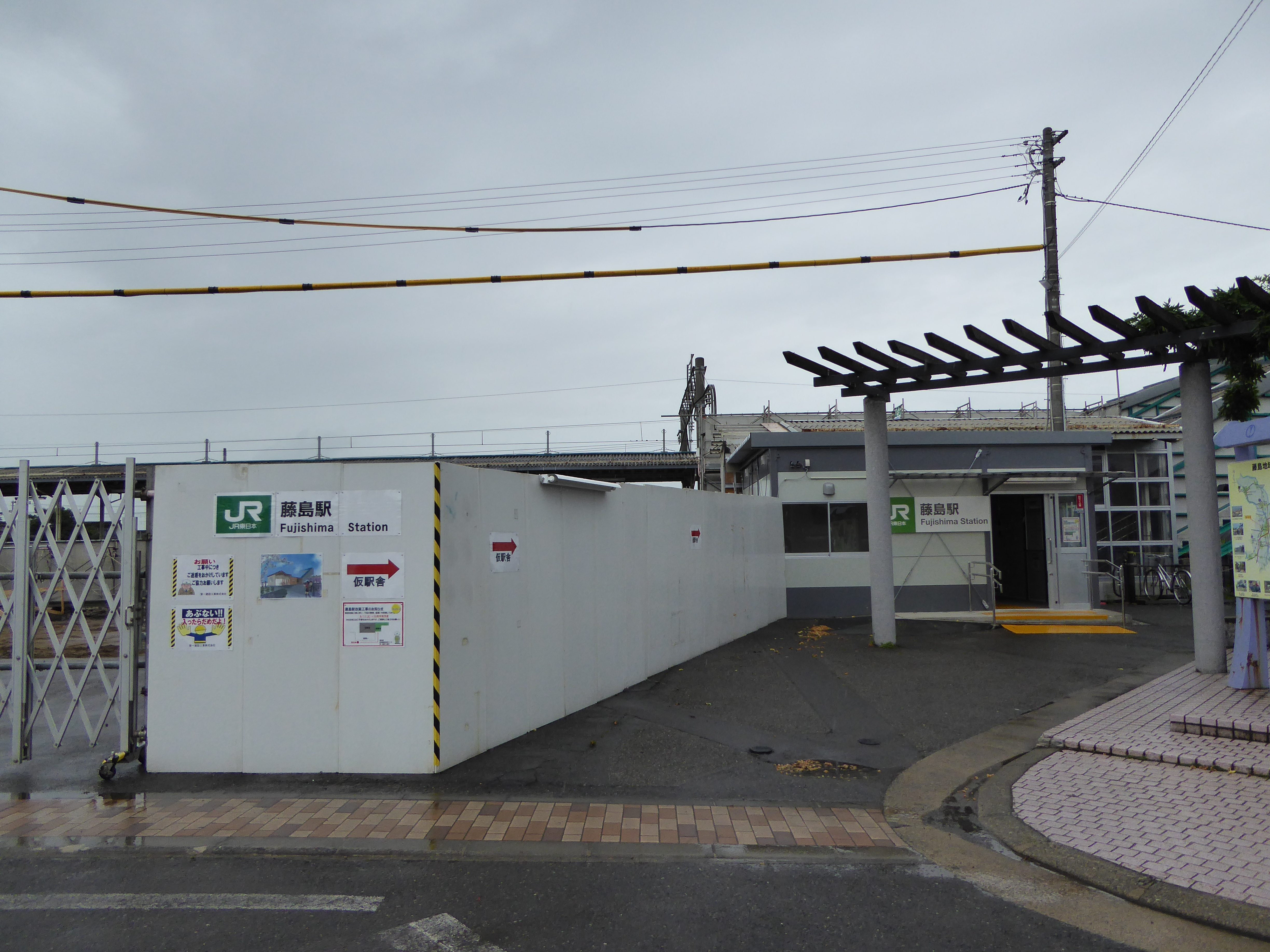
臨時車站大樓

## 使用狀況
根據「JR東日本」資料，2019年度（令和元年度）1日平均乘車人次為259人。
以下為乘車人次變化列表：
| 年度               | 1日平均 乘車人次 | 參考資料        |
| ------------------ | ---------------- | --------------- |
| 2000年（平成12年） | 499              | [ 利用客数 2 ]  |
| 2001年（平成13年） | 484              | [ 利用客数 3 ]  |
| 2002年（平成14年） | 469              | [ 利用客数 4 ]  |
| 2003年（平成15年） | 413              | [ 利用客数 5 ]  |
| 2004年（平成16年） | 400              | [ 利用客数 6 ]  |
| 2005年（平成17年） | 359              | [ 利用客数 7 ]  |
| 2006年（平成18年） | 351              | [ 利用客数 8 ]  |
| 2007年（平成19年） | 371              | [ 利用客数 9 ]  |
| 2008年（平成20年） | 379              | [ 利用客数 10 ] |
| 2009年（平成21年） | 382              | [ 利用客数 11 ] |
| 2010年（平成22年） | 398              | [ 利用客数 12 ] |
| 2011年（平成23年） | 388              | [ 利用客数 13 ] |
| 2012年（平成24年） | 377              | [ 利用客数 14 ] |
| 2013年（平成25年） | 354              | [ 利用客数 15 ] |
| 2014年（平成26年） | 313              | [ 利用客数 16 ] |
| 2015年（平成27年） | 296              | [ 利用客数 17 ] |
| 2016年（平成28年） | 275              | [ 利用客数 18 ] |
| 2017年（平成29年） | 277              | [ 利用客数 19 ] |
| 2018年（平成30年） | 280              | [ 利用客数 20 ] |
| 2019年（令和元年） | 259              | [ 利用客数 1 ]  |

## 車站周邊
- 鶴岡市政廳藤島廳舍（前・藤島町（日语：藤島町）公所）
- 藤島郵局
- 山形縣立庄内農業高等學校（日语：山形県立庄内農業高等学校）
- 法眼寺
- 小玉屋
- 站前食堂
- 八幡神社

## 巴士路線
在2010年3月31日前，從此站沿縣道步行5分鐘即可到達庄內交通藤島站前巴士站。隨著站前迴旋路建成，在2010年4月1日遷移至站前迴旋路的藤島站巴士站。
- 外內島 - 市政廳前 - 鶴岡站前 - S-Mall（日语：エスモール） - 藤島站 - 狩川站 - 清川站 - 清川八郎紀念館（星期六、日暫停服務）

## 相鄰車站
東日本旅客鐵道
■羽越本線
鶴岡－（幕之內信號站）－藤島－西袋

## 注腳

### 使用狀況
1. 1 2  . 東日本旅客鉄道.   [2020-07-13]. （原始内容存档于2020-07-14） （日语）.
2. ↑  . 東日本旅客鉄道.   [2019-02-26]. （原始内容存档于2019-04-02） （日语）.
3. ↑  . 東日本旅客鉄道.   [2019-02-26]. （原始内容存档于2019-02-22） （日语）.
4. ↑  . 東日本旅客鉄道.   [2019-02-26]. （原始内容存档于2019-04-02） （日语）.
5. ↑  . 東日本旅客鉄道.   [2019-02-26]. （原始内容存档于2019-03-27） （日语）.
6. ↑  . 東日本旅客鉄道.   [2019-02-26]. （原始内容存档于2019-02-23） （日语）.
7. ↑  . 東日本旅客鉄道.   [2019-02-26]. （原始内容存档于2019-04-02） （日语）.
8. ↑  . 東日本旅客鉄道.   [2019-02-26]. （原始内容存档于2019-04-02） （日语）.
9. ↑  . 東日本旅客鉄道.   [2019-02-26]. （原始内容存档于2019-04-02） （日语）.
10. ↑  . 東日本旅客鉄道.   [2019-02-26]. （原始内容存档于2019-02-22） （日语）.
11. ↑  . 東日本旅客鉄道.   [2019-02-26]. （原始内容存档于2019-04-02） （日语）.
12. ↑  . 東日本旅客鉄道.   [2019-02-26]. （原始内容存档于2019-04-02） （日语）.
13. ↑  . 東日本旅客鉄道.   [2019-02-26]. （原始内容存档于2019-04-02） （日语）.
14. ↑  . 東日本旅客鉄道.   [2019-02-26]. （原始内容存档于2019-04-02） （日语）.
15. ↑  . 東日本旅客鉄道.   [2019-02-26]. （原始内容存档于2019-03-06） （日语）.
16. ↑  . 東日本旅客鉄道.   [2019-02-26]. （原始内容存档于2019-04-02） （日语）.
17. ↑  . 東日本旅客鉄道.   [2019-02-26]. （原始内容存档于2019-03-23） （日语）.
18. ↑  . 東日本旅客鉄道.   [2019-02-26]. （原始内容存档于2019-03-27） （日语）.
19. ↑  . 東日本旅客鉄道.   [2019-02-26]. （原始内容存档于2019-03-25） （日语）.
20. ↑  . 東日本旅客鉄道.   [2019-07-21]. （原始内容存档于2019-07-05） （日语）.

## 外部連結
- 車站資訊（藤島）：東日本旅客鐵道（日語）